# Ochropleura dulcis
Ochropleura dulcis är en fjärilsart som beskrevs av Alphéraky 1892. Ochropleura dulcis ingår i släktet Ochropleura och familjen nattflyn. Inga underarter finns listade i Catalogue of Life.